# 杭世駿
杭世駿（1696年—1773年），字大宗，號堇浦，浙江仁和縣（今杭州市）人。清朝學者。

## 生平
康熙三十五年（1696年）出生。勤奮好學，藏書數萬卷，與同鄉梁詩正、孫灝、嚴在昌等人有往來。雍正二年（1724年）舉人。乾隆元年（1736年）舉博學鴻詞科，授翰林院編修，充武英殿纂修。後入三禮館，纂修《三禮義疏》，用功頗多，主要負責《禮記》中〈學記〉、〈樂記〉、〈喪大記〉與〈 玉藻〉諸篇。乾隆八年因《時務策》主張“意见不可先设，轸域不可太分，满洲才贤号多，较之汉人，仅什之三四，天下巡抚尚满汉参半，总督则汉人无一焉，何内满而外汉也？三江两浙天下人才渊薮，边隅之士间出者无几。今则果于用边省之人，不计其才，不计其操履，不计其资俸。而十年不调者，皆江浙之人，岂非意见轸域？”乾隆帝聞知大怒，幾欲處以極刑，因刑部尚書徐本極力求情，稱“是狂生，當其為諸生時，放言高論久矣”，免死罷歸。杭世骏在館期間於《礼记义疏》的修纂用功颇多，在离开“三礼馆”后更倾心于《礼记》一经的搜讨和编纂，晚年撰成《续礼记集说》一百卷。
乾隆三十年（1765年），乾隆帝南巡，杭世骏前往接驾。乾隆帝问他：性情改了沒？杭世骏回答：“臣老矣，不能改也。”乾隆三十七年（1772年）去世，另一說乾隆三十八年（1773年）乾隆帝再度南巡，惊讶杭世骏竟没死，當晚杭世骏去世。

## 著作
工書法，善寫梅竹，詩與厲鶚齊名。晚年曾主講廣東粵秀書院、揚州安定書院。長於史學及小學，曾校勘《十三經》、《二十四史》。著有《道古堂集》、《兩浙經籍志》、《經籍志》、《榕城詩話》、《詞科掌錄》、《石經考異》、《訂訛類編》等。

## 評價
- 乙卯孟夏菫浦二兄應詔北上值四十初度聊作長句送行且祝壽也（清．杭澄）

東坡先生生丙子，吾兄亦生丙子年。

其閒相去數百載，高才掩映無後先。

吾兄襟懷殊倜儻，有金買書不買田。

門攤市集恣收拾，聚集萬卷刊訛偏。

遂藉學以充其才，淹貫該洽無比肩。

作詩自是邁李杜，諭史直欲薄固遷。

傲睨當世罕其匹，群儒辟易皆俛然。

乃知才大世所忌，數番上策不得意。

丈夫會合自有時，既具異才遇當異。

比年天予下璽書，爬羅剔扶求真儒。

名字赫赫掩不得，聲華遽以達帝都。

盛哉此舉誠曠典，本朝兩次收琬衍。

大科拔擢五十人，固陵長水稱無黍。

歷代名更實則是，遠湖其原自漢始。

下逮晉唐及宋季，煒然著作垂青史。

擁書萬卷如百城，大延對策筆縱橫。

遭逢聖明展懷抱，如兄斷不負平生。

今年四十當強壁，覽揆辰值長途裏。

鬱蔥佳氣滿溪山，尊酒風光差足喜。

報答春暉日正長，欣欣顏色動高堂。

飄零弱妹才無似，北望遙飛介壽觴。